# Chris Tarrant
Christopher John Tarrant (ou Chris Tarrant), né le 10 octobre 1946, est un animateur de télévision et de radio britannique.
Il est notamment connu pour être, de 1998 à 2014 l'animateur du jeu télévisé Who Wants to Be a Millionaire ?, la version anglaise de Qui veut gagner des millions ?.